# Taubenkobel (Eglharting)

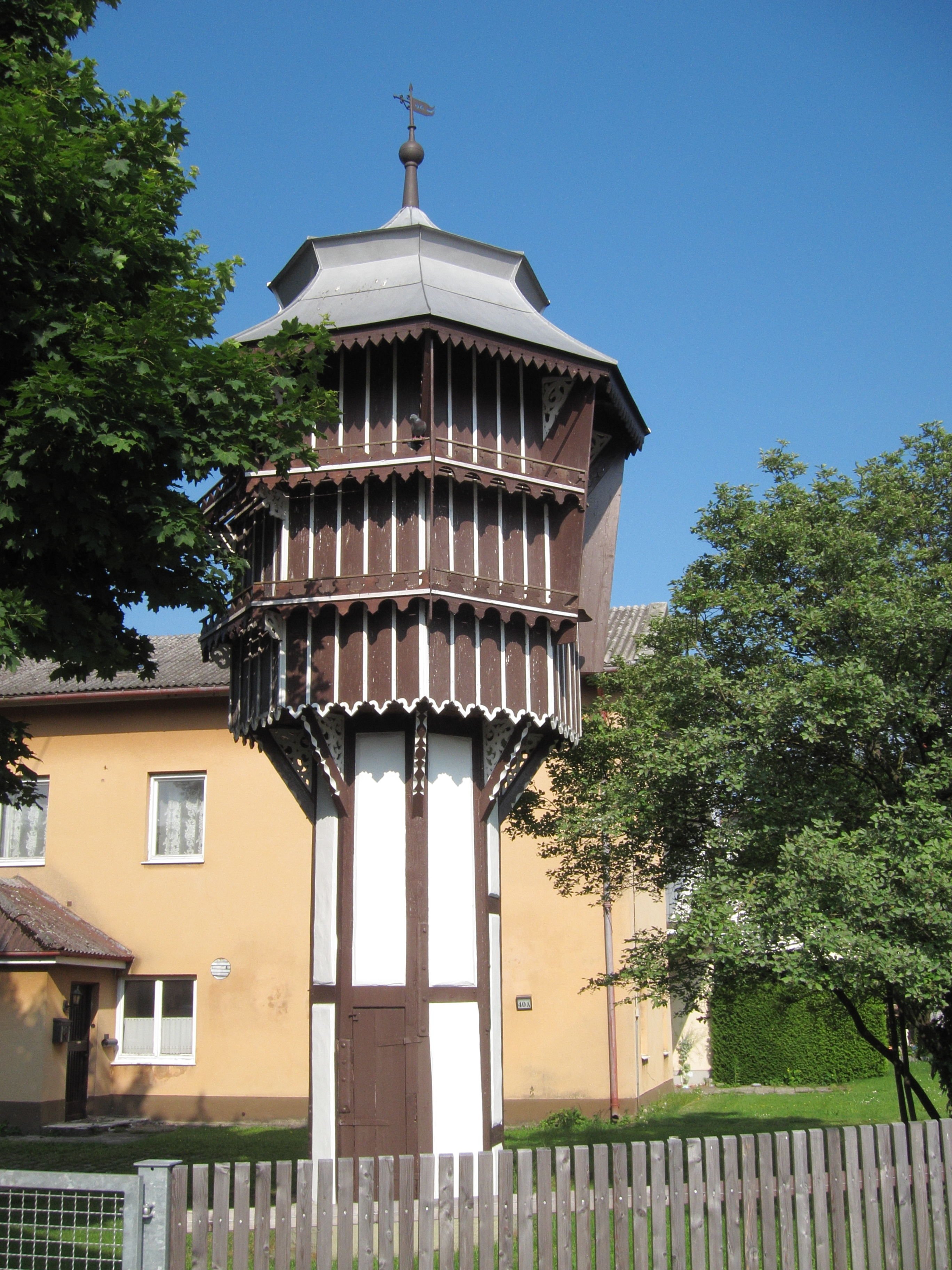
Taubenkobel in Eglharting

Der Taubenkobel in Eglharting, einem Gemeindeteil von Kirchseeon im oberbayerischen Landkreis Ebersberg, wurde 1895 errichtet. Das Taubenhaus der ehemaligen Brauerei steht an der Hauptstraße 40 a und ist ein geschütztes Baudenkmal.
Die große Holzkonstruktion wird von einem runden Pfeiler in Fachwerkbauweise mit schmaler Tür getragen. Der dreigeschossige achteckige Aufbau mit einem gestuften Blechdach wird von einem Dachknauf mit Wetterfahne bekrönt. 